# Tao Te Ching
Tao Te Ching, Dao de Jing ou Tao-te king (em chinês: 道德經ⓘ, Dàodé jīng), comumente traduzido como O Livro do Caminho e da Virtude, é uma das mais conhecidas e importantes obras da literatura da China. Foi escrito entre 350 e 250 a.C. A sua autoria é tradicionalmente atribuída a Lao Tzi (literalmente, "Velho Mestre"),  porém a maioria dos estudiosos atuais acredita que Lao Tzi nunca existiu e que a obra é, na verdade, uma reunião de provérbios pertencentes a uma tradição oral coletiva, versando sobre o tao (a "realidade última" do universo). A obra inspirou o surgimento de diversas religiões e filosofias, em especial o taoismo e o budismo chan (e sua versão japonesa, o zen).

## Título
Existem várias traduções para seu título entre elas: O livro do Tao e sua virtude, O livro do Tao e a virtude, O cânone da razão e da virtude, O livro clássico para o caminho da integridade e Tratado sobre princípios e sua ação além de Daodejing.

## Origens

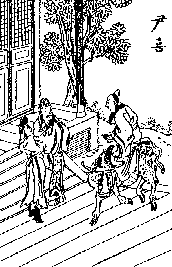
Lao Tzu encontra Yin Xi, o guardião do portão do Tibete

Assim como a maior parte das figuras mitológicas dos fundadores de religiões, a vida do escritor de Tao Te Ching, Lao Tzi, é envolta em lendas. Segundo a tradição, Lao Tzi nasceu no sul da China por volta de 604 a.C, tendo sido superintendente judicial dos arquivos imperiais em Loyang, capital do estado de Ch'u. Desgostoso pelas intrigas da vida na corte, Lao Tzi decidiu afastar-se da sociedade, seguindo para as Terras do Oeste. Montado em uma carroça guiada por um boi, seguiu viagem, mas, ao atravessar a fronteira, um dos seus amigos, o policial Yin-hsi, reconheceu-o e pediu-lhe que escrevesse os seus ensinamentos antes de partir. Lao Tzi, então, escreveu o pequeno livro conhecido posteriormente como Tao Te Ching e partiu em seguida. Segundo a história, ele morreu em 517 a.C. Lao Tzi foi canonizado pelo imperador Han entre os anos 650 a.C. e 684 a.C. (?) 
Trata‑se de um texto filosófico relativamente curto, com pouco mais de 5000 caracteres, que era originariamente conhecido como Lao Tzi (老子, que significa "Velho Mestre") ou como O Texto de 5000 palavras (五千字文, wǔqiān zìwén). O seu nome atual vem das palavras que iniciam cada uma das duas secções principais em que é hoje normalmente dividido, chamadas Livro do Tao (道經, dào jīng) e Livro do Te (德經, dé jīng). A palavra Ching (經, jīng) designa um livro considerado como um clássico. Tao (道, dào), que significa "via" ou "caminho", é o nome usado para designar o que há de mais profundo e misterioso na realidade, e Te (德, dé), que significa "virtude" ou "conduta", é o nome usado pelos taoistas para designar a sua manifestação no mundo. A escola de pensamento taoista 道家 (dào jiā) ficou explicitamente identificada com a palavra tao, por ter atribuído conotações novas a este termo, associando‑o a uma abordagem diferente do conceito de realidade última. Os mais recentes estudos apontam que Tao Te Ching tenha sido escrito entre 460 a.C. e 380 a.C.
A versão mais antiga que se conhece do Tao Te Ching foi encontrada em 1993, em Guodian, na China, num túmulo datado do período de meados do século IV ao início do século III a.C. Está escrita numa série de réguas de bambu, cada uma das quais contendo cerca de vinte caracteres. O texto passa de uma régua para outra, sem qualquer pontuação ou divisão em parágrafos ou capítulos. De todas as versões que chegaram até os nossos dias, a que é normalmente considerada como sendo a mais fiável é a que acompanha os comentários ao Tao Te Ching escritos por Wang Pi (王弼, wángbì; n. 226 – f. 249 d.C.).

## Difusão noocidente
A primeira tradução do Tao Te Ching para uma língua ocidental ocorreu somente no século XVIII, por obra de missionários jesuítas na China. Essa tradução foi apresentada na Real Sociedade de Londres para o Melhoramento do Conhecimento Natural em 1788. Desde então, o Tao Te Ching tornou-se cada vez mais conhecido no Ocidente, sendo atualmente um dos livros mais traduzidos no mundo, ao lado da Bíblia e do Bagavadguitá. apesar de apenas alguns manuscritos dele tenham sido preservados.

## Interpretação
As diversas correntes do pensamento religioso e filosófico através dos tempos atribuíram milhares de interpretações diferentes ao sentido do Tao Te Ching. Porém, o tema principal do livro é localizado no seu primeiro provérbio: "O tao que pode ser dito não é o tao verdadeiro". O Tao Te Ching situa a origem de todas as coisas no tao (caminho, senda), que, longe do conceito de Deus das religiões deístas, é um princípio inimaginável, inenarrável, eterno e absoluto, que não pode ser compreendido, já que qualquer tentativa de classificá-lo cria uma dicotomia que não pode existir em algo eterno e absoluto. Já que o tao não pode ser compreendido, o Tao Te Ching enfatiza que não existem meios de manipulá-lo. Logo, os seres devem viver uma vida simples, sem grandes questionamentos morais ou filosóficos, onde se enfatize o "não agir" (a "não ação", wu wei, 無為), isto é, deixar-se guiar pelo curso natural e lógico dos eventos do universo. O homem que segue este princípio acaba liberto das vicissitudes da vida e se torna o "Homem Santo" celebrado no taoismo. Uma filosofia deste tipo logicamente quebra todos os conceitos e tentativas do homem de controlar o seu destino e sugere que toda tentativa de se criar uma religião, uma sociedade política ou moral acaba sempre sendo infrutífera e além disso a escrita dele é Dialética

## Cosmogonia noTao Te Ching
As ideias cosmogónicas e metafísicas do Tao Te Ching, de acordo com algumas ramificações do taoismo, podem ser definidas da seguinte forma:
Tudo nasce do vazio indiferenciado, imensurável, insondável, que nunca pode ser exaurido: "o tao sem nome", que se move em torno de si mesmo, sem parar. Deste "tao sem nome" (que não existe), nasce o que existe (e tem nome): o caminho (tao). Não vemos o tao como um por causa dos nomes com que designamos o que vemos com os nossos sentidos - as "10 000 coisas" (o caractere chinês que significa "10 000", , é usado, como aliás também no grego, para significar uma miríade, ou seja, um número grande e indefinido.) É com o aparecimento dos nomes que aparecem todas as coisas e o um se transforma em muitos.
A virtude (Te) é a manifestação do tao através da sua misteriosa operação: o chamado "agir não agindo" - a ação intrínseca que caracteriza a natureza das coisas - "O modo de caminhar".

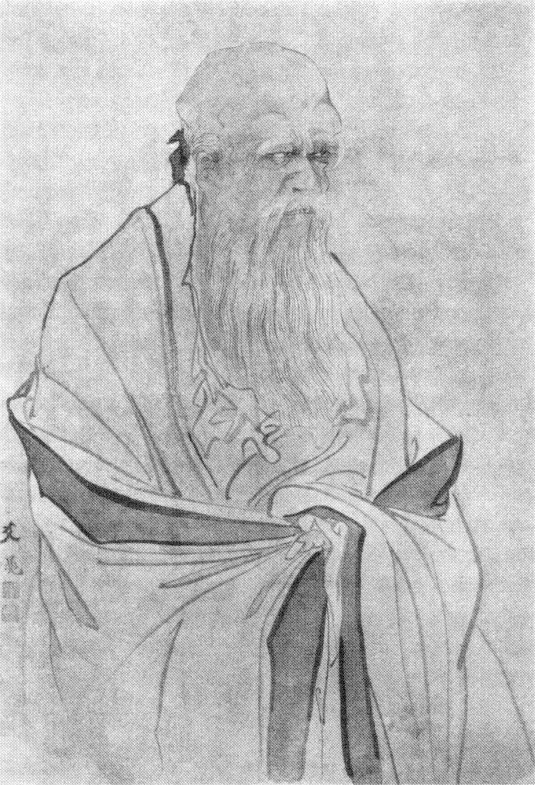
Lao Zi

A partir destas ideias cosmogónicas e metafísicas, Lao Tzi deduz um sistema de moral e regras de conduta que tem, por objetivo, conformar as ações humanas com a ordem natural do universo. O homem nasceu do tao mas, depois, começou a desviar-se dos seus atributos, ou seja, perdeu a virtude - o saber como caminhar. É uma queda que lembra a queda que se seguiu à expulsão de Adão e Eva do paraíso, segundo a Bíblia. O Caminho do Tao é o caminho de volta ao estado de graça em harmonia com o tao (o chamado "regresso precoce").
Tao é normalmente traduzido como caminho ou via, mas apenas por parecer ser "o melhor que se pôde arranjar". De facto, o caminho não se distingue do caminhante ou do caminhar. Não há criador. O universo (o Céu e a Terra) apareceu (e aparece continuamente) a partir do tao primordial. O que existe aparece do que não existia antes e é eterno. O universo é como um organismo vivo resultante da expansão vitalizada do tao (a ordem natural, a providência). O tao manifesta-se continuamente no fluxo e refluxo constante de todas coisas que existem e que foram criadas pela sua atividade.
O tao não tem personalidade. O que vitaliza o universo são dois princípios ou substâncias que combinados são o tao: o yang (luz, calor, criativo, masculino) - que existe especialmente concentrado no Céu - e o yin (sombra, frio, receptivo, feminino) - que existe especialmente concentrado na Terra.
Vários filósofos taoistas chineses entendem os versículos que expõem as ideias cosmogónicas sobre o início do universo como sendo, de facto ou também, a descrição do modo como a consciência da realidade externa emerge na nossa mente.
Quando vemos uma cor ou ouvimos um som, há um momento breve inicial em que o nosso cérebro ainda não fez um julgamento sobre a nossa percepção; não sabemos ainda que som ou cor é, nem sequer temos ainda uma consciência clara que estamos a ouvir ou ver alguma coisa. Estamos no domínio "do sem nome", do vazio indiferenciado que nunca pode ser exausto ou descrito. Depois, quando emerge a consciência e o pensamento, que tem por base a linguagem, passamos ao domínio "do que tem nome" e vemos, então, todas coisas diferenciadas, cada uma com o seu nome. É com o aparecimento dos nomes que aparecem todas as coisas e o um se transforma em muitos.
Em termos mentais, o Caminho do Tao é o caminho de volta a esse breve "estado de graça" inicial. Um estado em que qualquer trabalho mental interior é eliminado e em que regressamos à nossa espontaneidade natural. As práticas dos budismos chan e zen, que tiveram a sua origem nas ideias taoistas, têm, como objetivo, exatamente atingir esse estado mental primordial de fusão paradoxal com o um.

## Trechos
Cap.1

O caminho que pode ser ensinado
Não é o caminho eterno
O nome que pode ser falado
Não é o nome eterno
O inominável é o eterno real
Nomear é a origem de todas as coisas separadas.
Livre do desejo você vê o mistério
Preso no desejo você vê apenas as manifestações
No entanto, mistério e manifestações surgem da mesma fonte
Essa fonte é chamada escuridão
Escuridão dentro da escuridão
O portal para todo o entendimento.

Cap.40

As dez mil coisas nascem a partir do que existe (e têm nome)
E o que existe nasce do que não existe (e não tem nome).

Cap.4

O tao é como o espaço vazio dentro de um vaso;
Mas, por mais que o enchamos, nunca ficará cheio.
É incomensurável, como se fosse o Antepassado de todas as coisas.

Cap.41

Quando um estudioso mais sábio ouve falar no tao,
Abraça-o com zelo.
Quando um estudioso médio ouve falar no tao,
Pensa nele de vez em quando.
Quando um estudioso inferior ouve falar no tao,
Ri-se às gargalhadas.
Se ele não risse,
O tao não seria o tao (o caminho).

Cap.11

Trinta raios convergem para o meio de uma roda,
Mas é o buraco em que vai entrar o eixo que a torna útil.
Molda-se o barro para fazer um vaso;
É o espaço dentro dele que o torna útil.
Fazem-se portas e janelas para um quarto;
São os buracos que o tornam útil.
Por isso, a vantagem do que está lá
Assenta exclusivamente
Na utilidade do que lá não está.

Cap.48

Na busca do conhecimento, todos os dias algo é adquirido,
Na busca do tao, todos os dias algo é deixado para trás.
E cada vez menos é feito
até se atingir a perfeita não acção.
Quando nada é feito, nada fica por fazer.
Domina-se o mundo, deixando as coisas seguirem o seu curso.
E não interferindo.

Cap.3

Não exaltar os homens com habilidade superior
Evita que as pessoas rivalizem entre si;
Não dar valor às coisas raras
Evita que surjam ladrões;
Não lhes mostrar o que pode excitar os seus desejos
É o modo de manter os seus corações em paz.
Por isso, o sábio governa, simplificando-lhes as mentes,
Enchendo-lhes a barriga,
Enfraquecendo-lhes a ambição
Fortalecendo-lhes os ossos,
Mantendo-os sem conhecimentos e desejos
Que os desviem do caminho,
De modo a que os que têm nunca ousem sequer interferir.
Se nada for feito, tudo estará bem.

Cap.60

Governa-se um Estado
Como se frita um peixe pequeno.
(Para fritar um peixe pequeno,
É só deixá-lo fritar;
Não é preciso virá-lo
Ou interferir de outro modo qualquer.
E usa-se lume brando.)

## A dificuldade de traduzir a língua chinesa
A língua chinesa (e sobretudo a mais antiga) é muito concisa. São frequentes frases sem verbos, como "eu grande tu pequeno" ou "eu grande tu" (= sou maior do que tu). Para a traduzir, é necessário compor a frase com pronomes, advérbios, preposições, conjunções, que não estão na língua original.
Enquanto nas línguas ocidentais a gramática é uma estrutura sólida com a qual se podem construir períodos e parágrafos complexos, a gramática chinesa é fluída e flexível. Hoje, usam-se sinais de pontuação, mas isso é muito recente. Por isso, como não existem maiúsculas, é, por vezes, complicado perceber onde começa cada frase. No estilo clássico, utilizavam-se as rimas de palavras para indicar o fim das frases.
Os caracteres são elementos que formam frases com grande versatilidade. Cada caractere (ou palavra) é um elemento móvel na estrutura e influencia o significado e a função dos outros e é influenciada por eles. Só quando se percorreu e analisou toda uma frase de um texto chinês antigo se "decifra" o seu significado. Dependendo do contexto, a palavra "mestre" pode significar também "para servir o mestre", "para seguir o mestre", etc. Uma palavra antes de um verbo pode constituir o tema de uma frase, mas pode também ser um determinante do verbo, como, por exemplo, em "dez andar", que significa "andar dez passos". A palavra "eu" pode significar eu, me, mim, o meu, a minha. O plural só é indicado em caso de necessidade, quando não se entende pelo sentido de uma frase.
"Bom chá" é um chá que é bom, mas a "chá bom" segue-se um termo de comparação (bom, nessa posição, significa maior do que). "Cão carne" pode significar duas coisas diferentes conforme o contexto: carne de cão ou carne para o cão. Mas "vaca carne" é carne de vaca, porque a vaca é um animal herbívoro.
Na língua escrita de estilo antigo, cada palavra, em geral, era escrita usando um único caractere (monossilábico); era um estilo muito mais conciso e literário do que é a língua falada. (Por isso, os europeus julgaram inicialmente que o chinês era uma língua monossilábica. Mas a língua falada é mais dissilábica e polissilábica.)
Como o Tao Te Ching foi escrito usando a escrita de estilo antigo, o texto é extremamente conciso e não é de interpretação fácil, mesmo para um chinês. O significado de cada monossílabo, no meio de uma série contínua de caracteres sem pontuação, não surge espontaneamente; as frases têm uma estrutura mais difícil de detectar. As palavras que rimam sugerem as frases que estão presentes; mas nem sempre elas estão lá e nem sempre a estrutura fica perfeitamente clara. Sabe-se também que na época de Lao Tzi não havia uma escrita unificada, porque a China não estava ainda politicamente unificada, e que o significado e pronúncia de muitos caracteres se foi alterando com o tempo.

### Exemplos
Na busca do conhecimento, todos os dias algo é adquirido,
Na busca do Tao, todos os dias algo é deixado para trás.
E cada vez menos é feito
até se atingir a perfeita não acção.
Quando nada é feito, nada fica por fazer.
Domina-se o mundo, deixando as coisas seguirem o seu curso
E não interferindo.
Tao Te Ching 道德經 (Cap.48)

 Em chinês:

agir aprender dia aumentar
agir Tao dia perder
perder gera novo perder
continua até à não acção
não acção contudo não sem acção
agarrar céu debaixo normal pelo sem trabalho
enquanto isto tendo trabalho
não suficiente para agarrar céu debaixo

O Espírito do Vale é imortal.
É a misteriosa vagina maternal.
A porta por onde sai a raiz do Céu e da Terra.
Uma raiz tão fina quanto um fio de seda.
Mas o que a partir dela se eleva nunca se esgota.
Tao Te Ching 道德經 (Cap.6)

 Em chinês:

(Vale, ravina com água) (espírito) (não) (morre)
(correcto) (nome) (obscuro) ("garganta funda feminina")
(obscuro) ("garganta funda feminina") (dele) (porta)
(correcto) (nome, significado) (Céu) (Terra) (raiz, objecto fino e longo)
(fio de algodão macio) (fio de algodão macio) (parece) (existir)
(uso, utilidade) (sai dele) (não) (esforço)
(Nota: Espírito do Vale é outra designação para o Tao).

### Textos
- O Tao Te Ching em Rimas
- O Tao Te Ching de Sthephen Mitchel
- Tradução em português pela comunidade do Wikisource
- 老子 Lǎozĭ 道德經 Dàodéjīng Chinese + English + German
- 老子道德經: A paragon ebook, LAO ZI most-comprehensive ebook for FREE in PDF & HTM format, contains 50 translations in 6 different layouts, by Sanmayce.